# Ectatosticta davidi
Ectatosticta davidi is een spinnensoort uit de familie Hypochilidae. De soort komt voor in China.